# Peniophora ericina
Peniophora ericina är en svampart som beskrevs av Bourdot 1910. Peniophora ericina ingår i släktet Peniophora och familjen Peniophoraceae.   Inga underarter finns listade i Catalogue of Life.